# Свети Апостоли (Неа Фокея)
„Свети Дванадесет Апостоли“ (на гръцки: Δώδεκα Αποστόλων) е православна църква, разположена на полуостров Касандра в село Неа Фокея.
Църквата е част от метоха на светогорския манастир „Свети Павел“. Храмът има две фази. Източната му част е отпреди Халкидическото въстание от 1821 г., докато западната половина е от XIX век – 1868 година. Църквата служи за първи енорийски храм на малоазийските бежанци, заселили се тук в 1924 година. Храмът е реставриран в 1980 година.